# Ring 1 (Aalborg)
 For alternative betydninger, se Ring 1. (Se også artikler, som begynder med Ring 1)
Ring 1 ofte benævnt O1 er en ca. 3,8 km indre ringvej  der går rundt om Aalborg C.  Vejen skal være med til at lede den tunge trafik uden om bymidten, den består af Prinsensgade, Vesterbro, Gammel Strandvej, Strandvejen, Slotspladsen, Nyhavnsgade, Karolinelundvej, Jyllandsgade, og ender til sidst i Prinsensgade igen.
Vejen starter i Prinsensgade og føres mod vest. Den forsætter derefter som sekundærrute 180 Vesterbro, hvorfra der er forbindelse til Nørresundby og Mariendals Mølle Motorvejen mod E45 der går mod Aarhus. Vejen forsætter videre som Toldgade, Strandvejen, Slotspladsen og Nyhavnsgade, hvorfra den forsætter mod syd. Den forsætter derefter ned af Karolinelundvej, Jyllandsgade, og ender til sidst i Prinsensgade igen..  